# El Divisor
El Divisor är en udde i Antarktis. Den ligger i Sydorkneyöarna. Argentina och Storbritannien gör anspråk på området. El Divisor ligger på ön Matthews.
Terrängen inåt land är huvudsakligen kuperad, men söderut är den platt. Havet är nära El Divisor åt sydost. Trakten är obefolkad. Det finns inga samhällen i närheten. 